# Paolo Gentiloni
Paolo Gentiloni Silveri (født 22. november 1954 i Rom, Italien) er en italiensk politiker, som siden december 2019 har været Europa-Kommissær for økonomi i von der Leyen-kommissionen. Tidligere var han Italiens premierminister fra december 2016 til juni 2018.
Efter en karriere i lokalpolitik blev Gentiloni valgt til Deputeretkammeret i Italiens parlament i 2001. Han var med i Romano Prodis regering som minister for kommunikation fra 2006 til 2008. I 2007 var han med til at stifte Partito Democratico (PD), og blev senere formand for partiet fra 2019 til 2020. Gentiloni var udenrigsminister fra 2014 til 2016 i Matteo Renzis regering. Renzi trak sig som følge af nederlaget ved folkeafstemningen om ændringer i Italiens grundlov 2016 som ikke blev vedtaget. Efter interne diskussioner i Partito Democratico fik Gentiloni opbakning til at efterfølge Renzi, og præsident Sergio Mattarella udnævnte ham til premierminister 12. december 2016.
Selvom han i starten blev betragtet som en overgangsfigur som premierminister, fik Gentiloni gennemført flere reformer som havde været undervejs i mange år, blandt andet gennemførelsen af et direktiv om livstestamenter og en ny valglov. Han indførte også strengere regler for immigration og sociale ydelser i et forsøg at modstå flygtningekrisen i Europa. Udenrigspolitisk byggede Gentiloni på sin tid som udenrigsminister ved at vise en stærk europæisk holdning, mens han også opbyggede tætte forhold med de arabiske lande i Den Persiske Bugt, og især gennemføre en normalisering af de italienske forbindelser med Indien efter flere års spændinger. Gentiloni stoppede som premierminister efter Parlamentsvalget i Italien 2018. I september 2019 blev han nomineret af Conte-regeringen til at blive Italiens nye Europa-Kommissær, og blev økonomikommissær.